# Region Pasco
Region Pasco – jeden z 25 regionów w Peru. Stolicą jest Cerro de Pasco.

## Podział administracyjny regionu

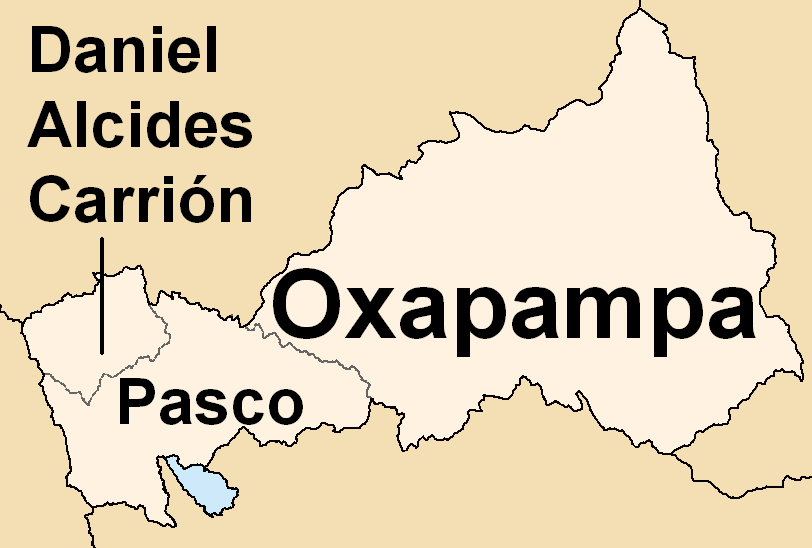
Mapa Regionu Pasco

Region Pasco podzielony jest na trzy prowincje, które obejmują 28  dystrykty.
| Prowincja              | Stolica prowincji | Liczba dystryktów | UBIGEO |
| ---------------------- | ----------------- | ----------------- | ------ |
| Pasco                  | Cerro de Pasco    | 13                | 1901   |
| Daniel Alcídes Carrión | Yanahuanca        | 8                 | 1902   |
| Oxapampa               | Oxapampa          | 7                 | 1903   |

## Geografia regionu
Region Pasco ma ponad 25 tys. km² powierzchni na której mieszka 277 475 osób. Najwyższym szczytem jest Cajamarquilla o wysokości 4380 m n.p.m. Na terenie tej jednostki administracyjnej znajdują się surowce tj.: ołów, cynk, węgiel i srebro.